# New York, New York (película)
New York, New York es una película estadounidense de 1977, de género musical, dirigida por Martin Scorsese. Fue un fracaso comercial en su época, pero su canción principal cantada por Liza Minnelli ("New York, New York") alcanzó enorme fama con la versión de Frank Sinatra.

## Sinopsis
En el mismo día en que termina la Segunda Guerra Mundial, el músico Jimmy Doyle y la cantante Francine Evans se conocen, iniciando un romance y una pareja artística. Pero, ellos viven momentos turbulentos en cuanto buscan el éxito.

## Elenco
- Liza Minnelli .... Francine Evans
- Robert De Niro .... Jimmy Doyle
- Lionel Stander .... Tony Harwell
- Barry Primus .... Paul Wilson
- Mary Kay Place .... Bernice Bennett
- Georgie Auld .... Frankie Harte
- George Memmoli .... Nicky
- Murray Moston .... Horace Morris
- Lenny Gaines .... Artie Kirks
- Clarence Clemons .... Cecil Powell
- Kathi McGinnis .... Ellen Flannery
- Adam David Winkler .... Jimmy Doyle Jr.
- Dick Miller ... dueño del Palm Club
- Frank Sivero ... Eddie DiMuzio

## Premios y nominaciones

### Globos de Oro 1978 (EUA)
Recibió cuatro nominaciones en las categorías de Mejor Película - Comedia / Musical, Mejor Actor - Comedia / Musical (Robert De Niro), Mejor Actriz - Comedia / Musical (Liza Minnelli) y Mejor Canción Original (Theme from New York, New York, más conocida como New York, New York). 

### BAFTA 1978 (Reino Unido)
Recibió dos nominaciones en las categorías de Mejor banda sonora y Mejor Reparto.

## Curiosidades
La canción New York, New York,  fue compuesta por Leonard Bernstein en 1944. La versión cantada en la película por Liza Minnelli, quien la sigue ofreciendo actualmente en sus conciertos, se ha convertido en su canción característica, usada en su voz para inaugurar varios eventos en Nueva York y reconocida mundialmente por la calidad de la interpretación.
Inicialmente la duración de New York, New York iba a ser de cuatro horas y media, pero el director Martin Scorsese hizo una versión de 155 minutos y, posteriormente, otra de 136 minutos. 
Durante el rodaje, Martin Scorsese animó a los miembros del reparto para que improvisasen en diversas escenas de la película.
Robert De Niro aprendió a tocar el saxofón poco antes del rodaje para dar mayor veracidad a su personaje; a pesar de eso, el instrumento que se escucha en la película no es tocado por él ya que fue doblado por su compañero de reparto Georgie Auld. 
Una mujer, que es observada por Robert De Niro bailando con un marinero en el metro, es Liza Minnelli usando una peluca. 
En 1981, la secuencia musical Happy Endings fue restaurada e incluida en una nueva versión de la película que dura 163 minutos. Esta restauración costó 350.000 dólares.